# Barranc de l'Hort Nou
El Barranc de l'Hort Nou és un barranc del terme de Castell de Mur (antic terme de Mur), al Pallars Jussà, en territori de Vilamolat de Mur.
Es forma en el Serrat Rodó, en el seu vessant sud-est, des d'on baixa pel Vedat de la Solana cap a llevant, deixa l'Hort Nou a la dreta, i s'aboca en el barranc de Rius a ponent del Carant de les Bruixes.